# اوی‌اودوار
اوی‌اودوار (به مجاری:  Újudvar) یک منطقهٔ مسکونی در مجارستان است که در زالا واقع شده‌است.